# 原利代子
原 利代子（はら りよこ、1939年 - ）は、日本の詩人。
静岡県静岡市生まれ。詩誌「木々」「ＡＵＢＥ」「鹿」「花」に所属した。「現代詩図鑑」参加。日本現代詩人会会員、日本文藝家協会会員、静岡県詩人会会員。鈴木ユリイカ発行「something」に参加。2008年、「桜は黙って」で第十九回伊東静雄賞受賞。『皿と星とFEMALEと』が 第11回 現代詩女流賞候補、『ラクダが泣かないので』が 第41回 小熊秀雄賞候補に上った。静岡市文化振興財団「静岡市民文芸」現代詩部門 審査員などを務める。

## 著書
- 『永遠の食卓』 砂子屋書房 2014.7
- 『ラッキーガール』 思潮社 2010.10
- 『ラクダが泣かないので』 思潮社 2007.12
- 『気楽な距離 : 原利代子詩集』 書肆青樹社 2001.10
- 『笛吹き通り : 詩集』 花神社 1990.11
- 『皿と星とFEMALEと : 詩集』 野火の会 1986.9